# ゴールドパック
ゴールドパック株式会社は清涼飲料水メーカーである。エア・ウォーターの子会社。かつては東急グループであり、一時丸紅の傘下となった。

## 概要

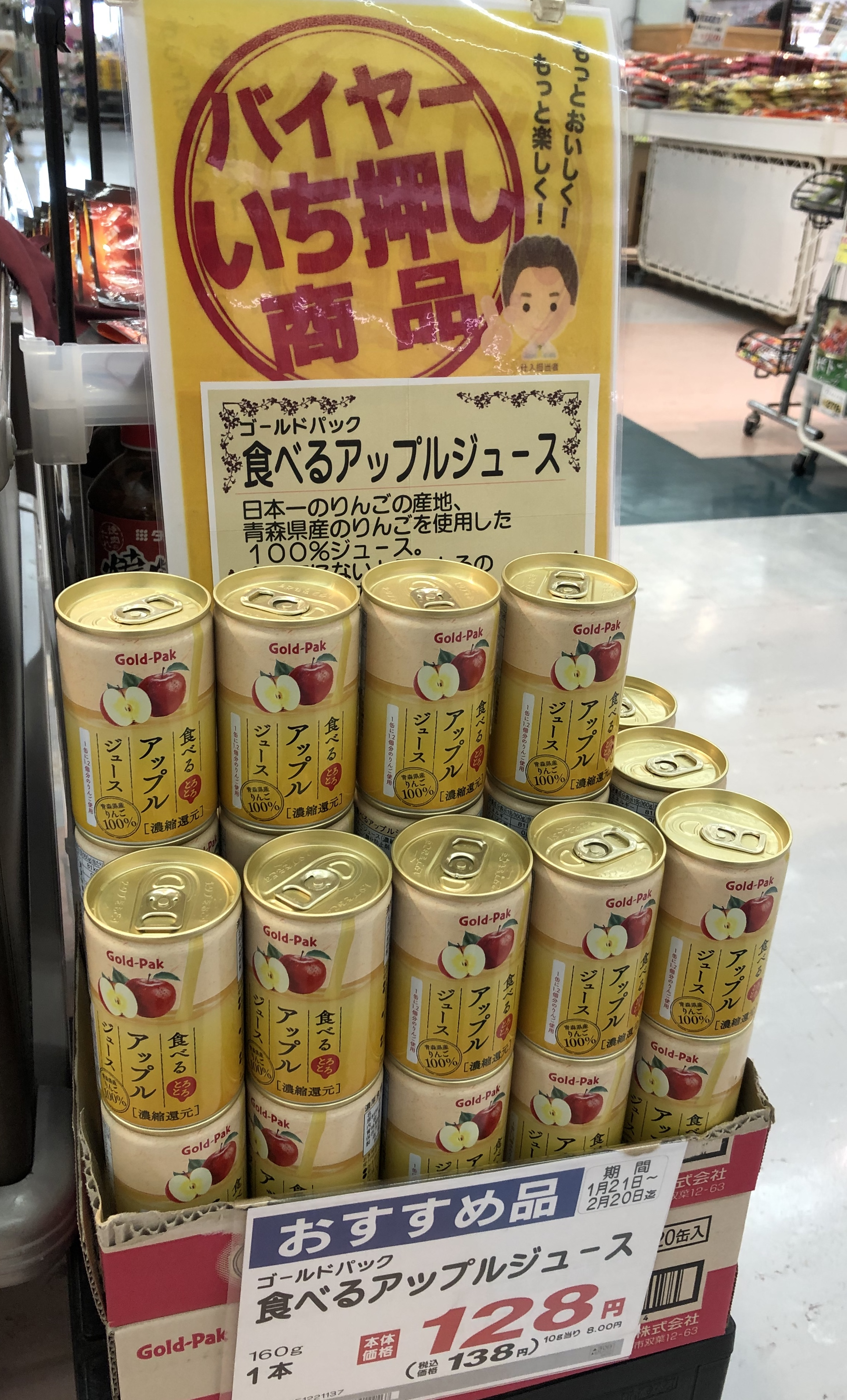
食べるアップルジュース

野菜飲料、果実飲料などの受託製造と自社ブランド製品の製造・販売を行っている。長野県安曇野市、松本市の地域ブランドを生かした「Gold-Pak」と、旧・株式会社ニチロサンパックから継承した「SUNPACK」の2つのブランドを持つ。機能性表示食品の開発も行う。

## 沿革
- 1959年 - 東洋食品株式会社として設立[2]。
- 1964年 - 商号をゴールドパック株式会社に変更[2]。
- 2006年4月18日 - ジャスダックに上場。
- 2011年1月25日 - 丸紅の関連会社である、アイ・シグマ・キャピタルによる公開買付け終了。同日付で東京急行電鉄は親会社ではなくなり、丸紅傘下となる[3][4]。
- 2011年7月4日 - 上場廃止。
- 2012年9月 - エア・ウォーターの完全子会社となる。
- 2014年3月 - 株式会社ニチロサンパックを吸収合併[2]。

## 事業所
- 本社（東京都品川区）
- あずみ野工場（長野県安曇野市）
- 松本工場（長野県松本市）
- 恵庭工場（北海道恵庭市）
- 青森工場（青森県弘前市）
- 松本支店（長野県松本市）
- 東海支店（愛知県名古屋市中村区）
- 関西支店（大阪府吹田市）

## コーポレート・メッセージ
- 「おいしさに、ひたすら、ひたむき」